# Kaoru
Kaoru (薫 Kaoru, 17. února 1974, Hyōgo) je japonský hudebník, známý zejména jako leader a hlavní kytarista metalové skupiny Dir en grey. Je členem již od jejího založení a byl též členem předchozí skupiny La:Sadie's. Složil většinu písní skupiny. Píše jak pomalé balady jako „Zakuro", tak i rychlé písně jako „Jessica“. Největší vliv na něho měl Hide ze skupiny X Japan, kvůli němu taky začal hrát na kytaru (tvrdí: „Kdybych ho neznal, nikdy bych nebyl tím, kým jsem.")

## Vybavení
Kaoru používá převážně značku ESP, od které vlastní kytary, trsátka a popruhy. Dříve používal převážně jeho ESP Custom – Ganesa. Přestal je používat kolem roku 2005 a přešel na Viper sérii, ve které má též vlastní Custom – D-KV-420.
ESP vydalo několik replik jeho Signature modelu v Japonsku skrz ESP a Edwards továrny. ESP série nabízí repliku D-KV-420 a Ganesa II. Edwards série nabízí miniaturu Ganesa a repliky Ganesa IV a VIII. Kaoru používá komba značky Diezel a reproduktory VHT.